# Halopteris clarkei
Halopteris clarkei is een hydroïdpoliepensoort uit de familie van de Halopterididae. De wetenschappelijke naam van de soort is voor het eerst geldig gepubliceerd in 1900 door Nutting.